# NK Majerje
NK Majerje je nogometni klub iz mjesta Majerje. U sezoni 2015./16. je završio na 10. (od 11) mjestu 2. ŽNL Varaždinska – Zapad (6. rang HNL-a 2015./16.).
Trenutačno se ne natječe.